# 吉祥美玲恵
吉祥 美玲恵（きっしょう みれえ、1964年11月30日 - ）は、日本の女優。東京都出身。以前はスターダス・21に所属していた。

## 出演作品

### 映画
- Q・AX CINEMA「家畜」（監督：多胡真二朗）

### テレビ
- 東京少女
- いつもキモチにスイッチを!
- 瞳（木下）
- 新マチベン 〜オトナの出番〜
- 九死に一生/芸能人スペシャル（松島トモ子）
- 水曜ミステリー9 軽井沢駐在犬日誌

### CM
- カリフォルニア プルーンTVCM「健康、美容」篇

### 吹き替え
- ER緊急救命室XV #3（アシスタント〈ナンシー・ストーン〉）
- グッド・ワイフ2
- ボスを守れ
- ボルジア家 愛と欲望の教皇一族（ヴォノッツァ・カッターネイ）
- ボルジア家2 愛と欲望の教皇一族（ヴォノッツァ・カッターネイ）
- マッドメン シーズン4
- ミディアム7 最終章

### 舞台
- 中村ゆかりプロデュース フェドー劇場番外公演「甘い丘」（ザムザ阿佐ヶ谷、作：桑原裕子、演出：中村秀利）
- 「雨の夏、三十人のジュリエットが還ってきた」（シアターコクーン、作：清水邦夫、演出：蜷川幸雄）
- 「想い出のグリーングラス」（シアターサンモール、作：桑原裕子、演出：堤泰之）
- 「煙が目にしみる」（シアターサンモール、演出 作：堤泰之）
- 「ハートフル・ミューズ」（フェドー劇場、演出：中村秀利、YOROZUスタジオ）
- 「伝説の若大将」（新国立劇場小劇場、S.W.A.T！、演出・作：四大海）
- 「タイピスト/虎」（フェドー劇場、大塚萬スタジオ）
- 「鞍馬天狗になれなかった男」（劇団岸野組、下北沢本多劇場、演出：岸野幸正）
- 「オールウェイズ」（フェドー劇場、大塚萬スタジオ）
- 「耳に蚤」（フェドー劇場、大塚萬スタジオ）
- 「平成紅恋夢丁半」（劇団未来劇場、銀座博品館、演出：里吉しげみ）
- 「月形半平太」（東宝、大阪飛天）
- 「浪花任侠伝」（東宝、御園座）
- 「八年目の結婚記念日」（名古屋名鉄ホール）
- 「女の遺産」（東宝、名古屋名鉄ホール）
- 「花の天保六花撰」（東宝、新宿コマ劇場、演出：安永貞利）
- 「女弟子」（東宝、名古屋名鉄ホール）
- 「蘆火野（あしびの）」（東宝、帝国劇場、演出：津村健二）
- 自主制作[Party吉祥]〜脚本・演出・出演の寸劇ライブ〜
- 「だいぶ♪ライヴ」（新宿ビプランシアター）
- 「さても だいぶ♪ライヴ」（新宿ビプランシアター）